# تسفي أفيدوف
تسفي أفيدوف (بالعبرية: צבי אֲבידֹב) (13 نوفمبر 1896 - 6 فبراير 1984) أكاديمي إسرائيلي، وأستاذ علم الحشرات في كلية الزراعة في الجامعة العبرية في القدس. 
حصل على جائزة إسرائيل في الزراعة لعام 1977.

## حياته
ولد عام 1896 في زنين بألمانيا لعائلة يهودية أرثوذكسية. عندما كان طفلاً، انتقل إلى العاصمة برلين، حيث تخرج من المدرسة الثانوية، وانضم لحركة «أزرق وأبيض» الصهيونية. بعد مشاركته في الحركة، أصبح مهتمًا بالعمل الزراعي في فلسطين وانتقل لمدة عامين إلى مزرعة تدريب شتاينهورست بالقرب من هانوفر.
في عام 1916، خلال الحرب العالمية الأولى، تم تجنيده في جيش الإمبراطورية الألمانية وخدم في الجبهتين الغربية والشرقية في سلاح الإشارة. بعد عودته إلى برلين درس في المعهد التقني في برلين. قبل تخرجه هاجر عام 1921 إلى أرض إسرائيل وانضم إلى مجموعة زراعية عملت في شارون والجليل.
في عام 1923، انضم أفيدوف إلى هيئة التجارب الزراعية وعمل في قسم علم الحشرات كمساعد للبروفيسور فريدريش سيمون بودنهايمر. ومع افتتاح كلية الزراعة في الجامعة العبرية، أكمل دراسته في أول دفعة خريجين (1944). بعد عام من تخرجه (1945)، حصل على درجة الدكتوراه في علم الحشرات الزراعي.
في عام 1951 انضم إلى هيئة التدريس بالقسم، وفي عام 1955 حصل على درجة أستاذ مساعد. في عام 1959 شغل منصب عميد الكلية.
كان أفيدوف رائدًا في مجال علم الحشرات في إسرائيل وشخصية مشهورة عالميًا في هذا المجال. أسفرت بعض أبحاثه عن أن إبادة الحشرات لا يجب أن تتم على مدار السنة ويمكن أن تتكيف مع الفترات التي تتكاثر فيها الآفات. وبهذه الطريقة قام بإجراء أبحاث عن ذبابة الزيتون، والمن الأسود، ومن الدقيق، وفلوت الرمان وغيرها، ووجد الفترات المناسبة لاستئصالها. وأشهر كتبه هو «آفات النبات في إسرائيل».
بعد سقوط ابنه الوحيد «دان» في معركة بيت حانون خلال حرب الاستقلال (أكتوبر 1948)، غير اسمه الأخير إلى أفيدوف.
في عام 1977، مُنح أفيدوف جائزة إسرائيل في مجال الزراعة.
كان شقيقه جوزيف لاخمان، أستاذ طب الأنف والأذن والحنجرة في الجامعة العبرية. 
وابن أخيه كان البروفيسور أندريه دي فريس، طبيب باطني وباحث في أمراض الدم وسموم الثعابين، أستاذ الطب في جامعة تل أبيب، أحد مؤسسي كلية الطب بجامعة تل أبيب، والعميد الأول لها ورئيس الجامعة (1969-1972)، والحاصل على جائزة إسرائيل للطب عام 1970.